# Виды рода Синяк
- Список составлен на основе данных сайта Список растений Мировой флоры онлайн по состоянию на июнь 2023 года[1].
- В списке приведены 73 подтвержденных таксона в ранге вида.
- Таксоны в статусе неподтвержденных, ожидающие уточнения систематического положения, в список не включены.
- Синонимика видов в данном списке не приводится.

| A B C D E F G H I J K L M N O P R S T U V W Y Z |

## A
- Echium acanthocarpum  Svent.
- Echium aculeatum  Poir.
- Echium albicans  Lag. &  Rod.
- Echium amoenum  Fisch. &  C.A.Mey.
- Echium anchusoides  Bacch., Brullo &  Selvi
- Echium angustifolium  Mill.
- Echium arenarium  Guss.
- Echium asperrimum  Lam.
- Echium auberianum  Webb &  Berthel.

## B
- Echium bethencourtii  A.Santos
- Echium biebersteinii  Lacaita
- Echium boissieri  Steud.
- Echium bonnetii  Coincy
- Echium brevirame  Sprague &  Hutch.

## C
- Echium callithyrsum  Webb  ex  Bolle
- Echium candicans L.f. — Синяк белеющий — остров Мадейра
- Echium canum  Emb. & Maire
- Echium clandestinam  Pomel
- Echium creticum L. — Синяк критский — остров Крит и Греция

## D
- Echium decaisnei  Webb &  Berthel.

## F
- Echium fastuosum  Aiton
- Echium flavum  Desf.

## G
- Echium gaditanum  Boiss.
- Echium giganteum  L.f.
- Echium glomeratum  Poir.

## H
- Echium handiense  Svent.
- Echium hierrense  Webb  ex  Bolle
- Echium horridum  Batt.
- Echium humile  Desf.
- Echium hypertropicum  Webb

## I
- Echium italicum  L.

## J
- Echium judaeum  Lacaita

## K
- Echium khuzistanicum  Mozaff.

## L
- Echium leucophaeum  Webb  ex  Sprague &  Hutch.
- Echium longifolium  Delile
- Echium lusitanicum  L.

## M
- Echium modestum  Ball

## N
- Echium nervosum  Dryand.
- Echium nervosum Dryand. — Синяк жилковатый

## O
- Echium onosmifolium  Webb &  Berthel.
- Echium orientale  L.

## P
- Echium pabotii  Mouterde
- Echium parviflorum  Moench
- Echium petiolatum  Barratte &  Coincy
- Echium pininana Webb & Berthel. — Синяк сосновый — остров Гран-Канария
- Echium pitardii  A.Chev.
- Echium plantagineum L. — Синяк подорожниковый, или Синяк кривоцветный — Атлантическое побережье Франции, Англии, и Африки, как заносное в Австралии
- Echium portosanctense  J.A.Carvalho, Pontes, Bat.-Marques &  R.Jardim

## R
- Echium rauwolfii  Delile
- Echium rosulatum  Lange
- Echium rubrum  Forssk.

## S
- Echium sabulicola  Pomel
- Echium salmanticum  Lag.
- Echium simplex DC. — Синяк простой — остров Тенерифе
- Echium spurium  Lojac.
- Echium stenosiphon  Webb
- Echium strictum L.f. — Синяк прямостоячий
- Echium suffruticosum  Barratte
- Echium sventenii  Bramwell

## T
- Echium tenue  Roth
- Echium thyrsiflorum  Masson  ex  Link
- Echium triste  Svent.
- Echium trygorrhizum  Pomel
- Echium tuberculatum  Hoffmanns. &  Link

## V
- Echium velutinum  Coincy
- Echium virescens  DC.
- Echium vulcanorum  A.Chev.
- Echium vulgare L. — Синяк обыкновенный — Евразия, Африка, Северная Америка

## W
- Echium webbii  Coincy
- Echium wildpretii H.Pearson ex Hook.f. — Синяк Вильдпретта — остров Тенерифе

## Виды гибридного происхождения
- Echium × lemsii  G.Kunkel
- Echium × lidii  G.Kunkel
- Echium × taibiquense  P.Wolff &  Rosinski